# (1102) Pepita
(1102) Pepita ist ein Asteroid des Hauptgürtels, der am 5. November 1928 vom katalanischen Astronomen José Comas Solá in Barcelona entdeckt wurde. 
Der Name des Asteroiden ist vom Spitznamen Pepito des Entdeckers abgeleitet.